# Strongylaspis fryi
Strongylaspis fryi är en skalbaggsart som beskrevs av Auguste Lameere 1912. Strongylaspis fryi ingår i släktet Strongylaspis och familjen långhorningar. Inga underarter finns listade i Catalogue of Life.